# Strada statale 309 dir Romea
La strada statale 309 dir Romea (SS 309 dir) è una strada statale italiana, diramazione della strada statale 309 Romea.

## Percorso
Si tratta del proseguimento in direzione sud-ovest della SS 309 che la collega con l'A14 dir e la strada statale 16 Adriatica.

Provenendo dall'A14 dir, ci si immette, grazie alla 309 dir, direttamente sulla Romea.
La 309 dir passa sopra la SS 16 con un cavalcavia; le due strade sono collegate tramite un'intersezione "a quadrifoglio".
Forma la parte nord-ovest della grande viabilità di scorrimento intorno a Ravenna, di cui l'altra parte ovest e sud è costituita da un tratto della SS 16 a due carreggiate.

### Tabella percorso
| Romea |                                                |      |           |                |
| Tipo  | Indicazione                                    | ↓km↓ | Provincia | Strada europea |
|       | Romea                                          | 0,0  | RA        |                |
|       | Ravenna Nord Porto di Ravenna Zona industriale | 0,3  | RA        |                |
|       | per Ravenna, Sant'Alberto                      | 1,5  | RA        |                |
|       | Ravenna - Via Canalazzo                        | 3,6  | RA        |                |
|       | Diramazione Ravenna                            | 5,2  | RA        |                |